# Gnathocerus maxillosus
Gnathocerus maxillosus är en skalbaggsart som först beskrevs av Fabricius 1810.  Gnathocerus maxillosus ingår i släktet Gnathocerus och familjen svartbaggar. Arten har ej påträffats i Sverige. Inga underarter finns listade i Catalogue of Life.